# Silene biafrae
Espèce
Statut de conservation UICN

 NT  : Quasi menacé
Silene biafrae est une espèce de plantes de la famille des Caryophyllacées. Elle est endémique du Cameroun. Son habitat naturel est celui des prairies de basse altitude tropicales ou subtropicales.
Son épithète spécifique fait référence au golfe du Biafra.

## Description
Silene biafrae est une espèce quasi menacée inscrite sur la liste rouge de l'UICN. Plante annuelle de la taille de 20 à 30 cm, Silene biafrae produit 1 à 7 fleurs de couleur brun-marron au mois d'octobre et de novembre. Elle pousse à une altitude d'environ 3 000 m d'altitude, entre Mann's Spring et Bokwango dans la zone du Mont Cameroun. Elle se trouve idéalement sur les pentes de cendres des zones clairsemées. Son parent le plus proche serait Silene burchellii Otth., une espèce de l'Afrique orientale qui pousse en République démocratique du Congo, au Rwanda et au Burundi.